# Jadranko Bogičević
Jadranko Bogičević (em sérvio: Јадранко Богичевић - Milići, 11 de março de 1983) é um futebolista bósnio que atualmente defende o Željezničar, um dos principais clubes de seu país.
Começou a carreira em 2001, no Jedinstvo Brčko. Passou também por Estrela Vermelha, Borac Banja Luka e Modriča Maksima. Ainda não foi convocado para atuar pela Seleção da Bósnia.